# 越界小說
越界小说是一种文学体裁，此類小說會提到一些被社会準則所束缚但又對此不滿的人物，他们會以不寻常或非法的方式挣脱这些束缚。由于小說中的主人公反抗社会的基本準則，這些人可能看起来想是精神疾患患者、心理病态、反社会以及虚无主义。该类型小说還會涉及禁忌话题，如毒品、人类性行为、暴力、乱伦、近親性交、恋童癖和犯罪。